# Eukoenenia chilanga
Espèce
Eukoenenia chilanga est une espèce de palpigrades de la famille des Eukoeneniidae.

## Distribution
Cette espèce est endémique du Mexique. Elle se rencontre dans l'État de Mexico et à Mexico.

## Description
Le mâle holotype mesure 1,15 mm et les mâles mesurent de 1,08 à 1,17 mm et les femelles de 1,0 à 1,1 mm.

## Publication originale
- Montaño Moreno, 2012 : Redescripción de Eukoenenia hanseni (Arachnida: Palpigradi) y descripción de una nueva especie de palpígrado de México. Revista Iberica de Aracnologia, vol. 20, p. 1-15 (texte intégral).